# Eneco Tour 2013
La 9e édition de l'Eneco Tour a lieu du 12 août 2013 au 18 août 2013. Il s'agit de la 21e épreuve de l'UCI World Tour 2013. Elle est remportée par le Tchèque Zdeněk Štybar de l'équipe Omega Pharma-Quick Step devant le Néerlandais Tom Dumoulin (Argos Shimano) et l'Ukrainien Andriy Grivko (Astana). Le Néerlandais Lars Boom (Belkin), quant à lui, s'adjuge le classement par points. tandis que le Belge Laurens De Vreese (Topsport Vlaanderen-Baloise) remporte le classement de la combativité. Enfin, l'équipe belge Omega Pharma-Quick Step gagne le classement par équipes grâce aux première, cinquième et quatorzième place respectives de Zdeněk Štybar, Sylvain Chavanel et Niki Terpstra.

## Présentation

### Parcours
La 1re étape se déroule intégralement en Belgique, elle part de Coxyde pour arriver à Ardooie. Cette étape ne comporte qu'une seule difficulté répertoriée, vers la mi-course.
La 2e étape, entre Ardooie et Forest, dans la banlieue de Bruxelles, est plus accidentée : les coureurs devront en effet escalader six difficultés répertoriées, dont deux à moins de vingt kilomètres de l'arrivée. Celle-ci présente également une côte avec des passages avoisinant les 6%.
La 3e étape, entre Oosterhout et Schouwen-Duiveland, se déroule intégralement aux Pays-Bas et ne présente aucune difficulté répertoriée, tout comme la 4e étape, entre Essen, en Belgique, et Vlijmen, aux Pays-Bas.
La 5e étape est un contre-la-montre individuel de 13,2 km autour de la ville néerlandaise de Sittard-Geleen. Son profil est assez accidentée puisqu'il présente deux côtes à escalader, avant une partie plus roulante.
Les deux étapes suivantes se déroulent toutes deux intégralement en Belgique.

La 6e étape, longue de 150 km, se déroule entre Riemst et La Redoute, dans les Ardennes. Son profil, très accidenté, présente sept difficultés différentes, dont la côte de Chambralles et de Niaster, à escalader deux fois chacune, ainsi que les côtes de Muizenberg, de Halembaye, de Fôret et de Banneux. De plus, les coureurs devront escalader dans son intégralité la côte de la Redoute à deux reprises, avant une arrivée dans cette même côte raccourcie de moitié.
Enfin, la 7e étape entre Tirlemont et Grammont, dans la région des Flandres sera la plus longue de l'Eneco Tour avec ses 208 km.  Elle comporte également un profil très accidenté dans sa seconde moitié, avec plusieurs secteurs pavés, et les côtes de Bosberg, de Denderoordberg (toutes deux escaladées deux fois), de Hurdumont, de Tenbosse, de Eikenmolen et de Onkerzelestraat. Enfin, le Mur de Grammont sera escaladée trois fois et l'arrivée de l'étape jugée en son sommet.

### Équipes
L'organisateur a communiqué la liste des équipes invitées le 25 juillet 2013. 21 équipes participent à cet Eneco Tour - 19 ProTeams et 2 équipes continentales professionnelles :
| ProTeams (19)- AG2R La Mondiale - Astana - BMC Racing Team - Garmin Sharp - Omega Pharma-Quick Step - FDJ.fr - Argos-Shimano - Katusha - Lampre-Merida - Belkin - Lotto-Belisol - Movistar Team - Orica-GreenEDGE - Sky - Saxo-Tinkoff - RadioShack-Leopard - Cannondale Pro Cycling - Euskaltel-Euskadi - Vacansoleil-DCM Équipes continentales professionnelles (2)- Accent Jobs-Wanty - Topsport Vlaanderen-Baloise |
| |

### Favoris
Les principaux favoris sont le Britannique Bradley Wiggins, les Belges Philippe Gilbert et Stijn Devolder ainsi que le Néerlandais Lars Boom, vainqueur sortant. On note également la présence de Wilco Kelderman, vainqueur du Tour du Danemark, Pieter Weening, vainqueur du Tour de Pologne, Jan Bakelants, Sylvain Chavanel, Simon Špilak, Filippo Pozzato et Taylor Phinney.
Du côté des sprinteurs, seront au départ Marcel Kittel, André Greipel, John Degenkolb, Theo Bos, Danny van Poppel, Arnaud Démare, Elia Viviani, Tyler Farrar, Matti Breschel, Yauheni Hutarovich et Alessandro Petacchi qui fait ses débuts sous les couleurs d'Omega Pharma-Quick Step.

## Étapes
| Étape     | Date    | Villes étapes                   | type                        | Distance (km) | Vainqueur d'étape  | Leader du classement général |
| --------- | ------- | ------------------------------- | --------------------------- | ------------- | ------------------ | ---------------------------- |
| 1re étape | 12 août | Coxyde – Ardoye                 | étape de plaine             | 175,3         | Mark Renshaw       | Mark Renshaw                 |
| 2e étape  | 13 août | Ardoye – Commune de Forest      | étape de plaine             | 176,9         | Arnaud Démare      | Arnaud Démare                |
| 3e étape  | 14 août | Oosterhout – Brouwersdam        | étape de plaine             | 187,3         | Zdeněk Štybar      | Arnaud Démare                |
| 4e étape  | 15 août | Essen – Vlijmen                 | étape de plaine             | 169,6         | André Greipel      | Lars Boom                    |
| 5e étape  | 16 août | Sittard-Geleen – Sittard-Geleen | contre-la-montre individuel | 13,2          | Sylvain Chavanel   | Lars Boom                    |
| 6e étape  | 17 août | Riemst – Côte de La Redoute     | étape vallonnée             | 150           | David López García | Tom Dumoulin                 |
| 7e étape  | 18 août | Tirlemont – Grammont            | étape vallonnée             | 208           | Zdeněk Štybar      | Zdeněk Štybar                |

## Déroulement de la course

### 1reétape
La première étape de l'Eneco Tour 2013, entre Coxyde et Ardooie, est marquée par une échappée de trois coureurs belges, Laurens De Vreese et Pieter Jacobs, pour l'équipe Topsport Vlaanderen-Baloise, ainsi que Benjamin Verraes, pour l'équipe Accent Jobs-Wanty. Malgré leur avance maximale culminant à plus de huit minutes, ces trois hommes sont repris à 15 km de l'arrivée sous l'impulsion des équipes de sprinteurs, notamment Lotto-Belisol, Argos-Shimano et Omega Pharma-Quick Step. L'accélération de ces formations est fatale à plusieurs coureurs, dont le Belge Stijn Devolder et le Britannique Bradley Wiggins, qui arrivent avec quatre minutes de retard, perdant ainsi toutes ambitions de figurer au classement général.
Finalement, dans les derniers kilomètres, l'Australien Mark Renshaw (Belkin) parvient à s'extirper du peloton et s'impose en solitaire avec deux secondes d'avance sur l'Allemand André Greipel (Lotto-Belisol) qui remporte le sprint du peloton. L'Italien Giacomo Nizzolo (RadioShack-Leopard) complète le podium.
Mark Renshaw est donc le premier leader de l'Eneco Tour. Le maillot rouge du classement par points lui revient également, tandis que Laurens De Vreese, en remportant le sprint de Primus Checkpoint, est le premier porteur du maillot noir du plus combatif. L'équipe Belkin est leader du classement par équipes, calculé par l'addition du temps des trois premiers coureurs de chaque équipe au classement général.
| \| Classement de l'étape \| Classement de l'étape \| Classement de l'étape \| Classement de l'étape \| Classement de l'étape \| \| Coureur \| Coureur \| Pays \| Équipe \| Temps \| \| --------------------- \| --------------------- \| --------------------- \| --------------------------- \| --------------------- \| \| 1er \| Mark Renshaw \| Australie \| Belkin \| 4 h 01 min 14 s \| \| 2e \| André Greipel \| Allemagne \| Lotto-Belisol \| + 2 s \| \| 3e \| Giacomo Nizzolo \| Italie \| RadioShack-Leopard \| + 2 s \| \| 4e \| Maximiliano Richeze \| Argentine \| Lampre-Merida \| + 2 s \| \| 5e \| Elia Viviani \| Italie \| Cannondale \| + 2 s \| \| 6e \| Taylor Phinney \| États-Unis \| BMC Racing Team \| + 2 s \| \| 7e \| Michael Van Staeyen \| Belgique \| Topsport Vlaanderen-Baloise \| + 2 s \| \| 8e \| Davide Appollonio \| Italie \| AG2R La Mondiale \| + 2 s \| \| 9e \| Alessandro Petacchi \| Italie \| Omega Pharma-Quick Step \| + 2 s \| \| 10e \| Ruslan Tleubayev \| Kazakhstan \| Astana \| + 2 s \| |                     |            |                             |                 |
| |                     |            |                             |                 |
| Source : ProCyclingStats |                     |            |                             |                 |
| Classement de l'étape |                     |            |                             |                 |
| Coureur | Coureur             | Pays       | Équipe                      | Temps           |
| 1er | Mark Renshaw        | Australie  | Belkin                      | 4 h 01 min 14 s |
| 2e | André Greipel       | Allemagne  | Lotto-Belisol               | + 2 s           |
| 3e | Giacomo Nizzolo     | Italie     | RadioShack-Leopard          | + 2 s           |
| 4e | Maximiliano Richeze | Argentine  | Lampre-Merida               | + 2 s           |
| 5e | Elia Viviani        | Italie     | Cannondale                  | + 2 s           |
| 6e | Taylor Phinney      | États-Unis | BMC Racing Team             | + 2 s           |
| 7e | Michael Van Staeyen | Belgique   | Topsport Vlaanderen-Baloise | + 2 s           |
| 8e | Davide Appollonio   | Italie     | AG2R La Mondiale            | + 2 s           |
| 9e | Alessandro Petacchi | Italie     | Omega Pharma-Quick Step     | + 2 s           |
| 10e | Ruslan Tleubayev    | Kazakhstan | Astana                      | + 2 s           |

| \| Classement général \| Classement général \| Classement général \| Classement général \| Classement général \| \| Coureur \| Coureur \| Pays \| Équipe \| Temps \| \| ------------------ \| ------------------- \| ------------------ \| --------------------------- \| ------------------ \| \| 1er \| Mark Renshaw \| Australie \| Belkin \| 4 h 01 min 04 s \| \| 2e \| André Greipel \| Allemagne \| Lotto-Belisol \| + 6 s \| \| 3e \| Pieter Jacobs \| Belgique \| Topsport Vlaanderen-Baloise \| + 7 s \| \| 4e \| Giacomo Nizzolo \| Italie \| RadioShack-Leopard \| + 8 s \| \| 5e \| Benjamin Verraes \| Belgique \| Accent Jobs-Wanty \| + 8 s \| \| 6e \| Lars Boom \| Pays-Bas \| Belkin \| + 9 s \| \| 7e \| Laurens De Vreese \| Belgique \| Topsport Vlaanderen-Baloise \| + 9 s \| \| 8e \| Taylor Phinney \| États-Unis \| BMC Racing Team \| + 10 s \| \| 9e \| Maciej Bodnar \| Pologne \| Cannondale \| + 11 s \| \| 10e \| Maximiliano Richeze \| Argentine \| Lampre-Merida \| + 12 s \| |                     |            |                             |                 |
| |                     |            |                             |                 |
| Source : ProCyclingStats |                     |            |                             |                 |
| Classement général |                     |            |                             |                 |
| Coureur | Coureur             | Pays       | Équipe                      | Temps           |
| 1er | Mark Renshaw        | Australie  | Belkin                      | 4 h 01 min 04 s |
| 2e | André Greipel       | Allemagne  | Lotto-Belisol               | + 6 s           |
| 3e | Pieter Jacobs       | Belgique   | Topsport Vlaanderen-Baloise | + 7 s           |
| 4e | Giacomo Nizzolo     | Italie     | RadioShack-Leopard          | + 8 s           |
| 5e | Benjamin Verraes    | Belgique   | Accent Jobs-Wanty           | + 8 s           |
| 6e | Lars Boom           | Pays-Bas   | Belkin                      | + 9 s           |
| 7e | Laurens De Vreese   | Belgique   | Topsport Vlaanderen-Baloise | + 9 s           |
| 8e | Taylor Phinney      | États-Unis | BMC Racing Team             | + 10 s          |
| 9e | Maciej Bodnar       | Pologne    | Cannondale                  | + 11 s          |
| 10e | Maximiliano Richeze | Argentine  | Lampre-Merida               | + 12 s          |

### 2eétape
| \| Classement de l'étape \| Classement de l'étape \| Classement de l'étape \| Classement de l'étape \| Classement de l'étape \| \| Coureur \| Coureur \| Pays \| Équipe \| Temps \| \| --------------------- \| --------------------- \| --------------------- \| ----------------------- \| --------------------- \| \| 1er \| Arnaud Démare \| France \| FDJ.fr \| 4 h 03 min 34 s \| \| 2e \| Philippe Gilbert \| Belgique \| BMC Racing Team \| + 0 s \| \| 3e \| Tyler Farrar \| États-Unis \| Garmin-Sharp \| + 0 s \| \| 4e \| Marko Kump \| Slovénie \| Saxo-Tinkoff \| + 0 s \| \| 5e \| Alessandro Petacchi \| Italie \| Omega Pharma-Quick Step \| + 0 s \| \| 6e \| Jempy Drucker \| Luxembourg \| Accent Jobs-Wanty \| + 0 s \| \| 7e \| Filippo Pozzato \| Italie \| Lampre-Merida \| + 0 s \| \| 8e \| Taylor Phinney \| États-Unis \| BMC Racing Team \| + 0 s \| \| 9e \| Lars Boom \| Pays-Bas \| Belkin \| + 0 s \| \| 10e \| Matthieu Ladagnous \| France \| FDJ.fr \| + 0 s \| |                     |            |                         |                 |
| |                     |            |                         |                 |
| Source : ProCyclingStats |                     |            |                         |                 |
| Classement de l'étape |                     |            |                         |                 |
| Coureur | Coureur             | Pays       | Équipe                  | Temps           |
| 1er | Arnaud Démare       | France     | FDJ.fr                  | 4 h 03 min 34 s |
| 2e | Philippe Gilbert    | Belgique   | BMC Racing Team         | + 0 s           |
| 3e | Tyler Farrar        | États-Unis | Garmin-Sharp            | + 0 s           |
| 4e | Marko Kump          | Slovénie   | Saxo-Tinkoff            | + 0 s           |
| 5e | Alessandro Petacchi | Italie     | Omega Pharma-Quick Step | + 0 s           |
| 6e | Jempy Drucker       | Luxembourg | Accent Jobs-Wanty       | + 0 s           |
| 7e | Filippo Pozzato     | Italie     | Lampre-Merida           | + 0 s           |
| 8e | Taylor Phinney      | États-Unis | BMC Racing Team         | + 0 s           |
| 9e | Lars Boom           | Pays-Bas   | Belkin                  | + 0 s           |
| 10e | Matthieu Ladagnous  | France     | FDJ.fr                  | + 0 s           |

| \| Classement général \| Classement général \| Classement général \| Classement général \| Classement général \| \| Coureur \| Coureur \| Pays \| Équipe \| Temps \| \| ------------------ \| ------------------- \| ------------------ \| ----------------------- \| ------------------ \| \| 1er \| Arnaud Démare \| France \| FDJ.fr \| 8 h 04 min 40 s \| \| 2e \| Mark Renshaw \| Australie \| Belkin \| + 3 s \| \| 3e \| Philippe Gilbert \| Belgique \| BMC Racing Team \| + 4 s \| \| 4e \| Tyler Farrar \| États-Unis \| Garmin-Sharp \| + 6 s \| \| 5e \| Lars Boom \| Pays-Bas \| Belkin \| + 7 s \| \| 6e \| Taylor Phinney \| États-Unis \| BMC Racing Team \| + 8 s \| \| 7e \| André Greipel \| Allemagne \| Lotto-Belisol \| + 9 s \| \| 8e \| Alessandro Petacchi \| Italie \| Omega Pharma-Quick Step \| + 10 s \| \| 9e \| Matthieu Ladagnous \| France \| FDJ.fr \| + 10 s \| \| 10e \| Jempy Drucker \| Luxembourg \| Accent Jobs-Wanty \| + 10 s \| |                     |            |                         |                 |
| |                     |            |                         |                 |
| Source : ProCyclingStats |                     |            |                         |                 |
| Classement général |                     |            |                         |                 |
| Coureur | Coureur             | Pays       | Équipe                  | Temps           |
| 1er | Arnaud Démare       | France     | FDJ.fr                  | 8 h 04 min 40 s |
| 2e | Mark Renshaw        | Australie  | Belkin                  | + 3 s           |
| 3e | Philippe Gilbert    | Belgique   | BMC Racing Team         | + 4 s           |
| 4e | Tyler Farrar        | États-Unis | Garmin-Sharp            | + 6 s           |
| 5e | Lars Boom           | Pays-Bas   | Belkin                  | + 7 s           |
| 6e | Taylor Phinney      | États-Unis | BMC Racing Team         | + 8 s           |
| 7e | André Greipel       | Allemagne  | Lotto-Belisol           | + 9 s           |
| 8e | Alessandro Petacchi | Italie     | Omega Pharma-Quick Step | + 10 s          |
| 9e | Matthieu Ladagnous  | France     | FDJ.fr                  | + 10 s          |
| 10e | Jempy Drucker       | Luxembourg | Accent Jobs-Wanty       | + 10 s          |

### 3eétape
| \| Classement de l'étape \| Classement de l'étape \| Classement de l'étape \| Classement de l'étape \| Classement de l'étape \| \| Coureur \| Coureur \| Pays \| Équipe \| Temps \| \| --------------------- \| --------------------- \| --------------------- \| ----------------------- \| --------------------- \| \| 1er \| Zdeněk Štybar \| Tchéquie \| Omega Pharma-Quick Step \| 4 h 14 min 00 s \| \| 2e \| Maximiliano Richeze \| Argentine \| Lampre-Merida \| + 0 s \| \| 3e \| Lars Boom \| Pays-Bas \| Belkin \| + 0 s \| \| 4e \| Giacomo Nizzolo \| Italie \| RadioShack-Leopard \| + 2 s \| \| 5e \| André Greipel \| Allemagne \| Lotto-Belisol \| + 2 s \| \| 6e \| Manuel Belletti \| Italie \| AG2R La Mondiale \| + 2 s \| \| 7e \| Danilo Napolitano \| Italie \| Accent Jobs-Wanty \| + 2 s \| \| 8e \| Alexander Porsev \| Russie \| Katusha \| + 2 s \| \| 9e \| Davide Appollonio \| Italie \| AG2R La Mondiale \| + 2 s \| \| 10e \| José Joaquín Rojas \| Espagne \| Movistar Team \| + 2 s \| |                     |           |                         |                 |
| |                     |           |                         |                 |
| Source : ProCyclingStats |                     |           |                         |                 |
| Classement de l'étape |                     |           |                         |                 |
| Coureur | Coureur             | Pays      | Équipe                  | Temps           |
| 1er | Zdeněk Štybar       | Tchéquie  | Omega Pharma-Quick Step | 4 h 14 min 00 s |
| 2e | Maximiliano Richeze | Argentine | Lampre-Merida           | + 0 s           |
| 3e | Lars Boom           | Pays-Bas  | Belkin                  | + 0 s           |
| 4e | Giacomo Nizzolo     | Italie    | RadioShack-Leopard      | + 2 s           |
| 5e | André Greipel       | Allemagne | Lotto-Belisol           | + 2 s           |
| 6e | Manuel Belletti     | Italie    | AG2R La Mondiale        | + 2 s           |
| 7e | Danilo Napolitano   | Italie    | Accent Jobs-Wanty       | + 2 s           |
| 8e | Alexander Porsev    | Russie    | Katusha                 | + 2 s           |
| 9e | Davide Appollonio   | Italie    | AG2R La Mondiale        | + 2 s           |
| 10e | José Joaquín Rojas  | Espagne   | Movistar Team           | + 2 s           |

| \| Classement général \| Classement général \| Classement général \| Classement général \| Classement général \| \| Coureur \| Coureur \| Pays \| Équipe \| Temps \| \| ------------------ \| ------------------- \| ------------------ \| ----------------------- \| ------------------ \| \| 1er \| Arnaud Démare \| France \| FDJ.fr \| 12 h 18 min 42 s \| \| 2e \| Lars Boom \| Pays-Bas \| Belkin \| + 1 s \| \| 3e \| Zdeněk Štybar \| Tchéquie \| Omega Pharma-Quick Step \| + 3 s \| \| 4e \| Mark Renshaw \| Australie \| Belkin \| + 3 s \| \| 5e \| Philippe Gilbert \| Belgique \| BMC Racing Team \| + 4 s \| \| 6e \| Tyler Farrar \| États-Unis \| Garmin-Sharp \| + 6 s \| \| 7e \| André Greipel \| Allemagne \| Lotto-Belisol \| + 8 s \| \| 8e \| Taylor Phinney \| États-Unis \| BMC Racing Team \| + 8 s \| \| 9e \| Alessandro Petacchi \| Italie \| Omega Pharma-Quick Step \| + 10 s \| \| 10e \| Jempy Drucker \| Luxembourg \| Accent Jobs-Wanty \| + 10 s \| |                     |            |                         |                  |
| |                     |            |                         |                  |
| Source : ProCyclingStats |                     |            |                         |                  |
| Classement général |                     |            |                         |                  |
| Coureur | Coureur             | Pays       | Équipe                  | Temps            |
| 1er | Arnaud Démare       | France     | FDJ.fr                  | 12 h 18 min 42 s |
| 2e | Lars Boom           | Pays-Bas   | Belkin                  | + 1 s            |
| 3e | Zdeněk Štybar       | Tchéquie   | Omega Pharma-Quick Step | + 3 s            |
| 4e | Mark Renshaw        | Australie  | Belkin                  | + 3 s            |
| 5e | Philippe Gilbert    | Belgique   | BMC Racing Team         | + 4 s            |
| 6e | Tyler Farrar        | États-Unis | Garmin-Sharp            | + 6 s            |
| 7e | André Greipel       | Allemagne  | Lotto-Belisol           | + 8 s            |
| 8e | Taylor Phinney      | États-Unis | BMC Racing Team         | + 8 s            |
| 9e | Alessandro Petacchi | Italie     | Omega Pharma-Quick Step | + 10 s           |
| 10e | Jempy Drucker       | Luxembourg | Accent Jobs-Wanty       | + 10 s           |

### 4eétape
| \| Classement de l'étape \| Classement de l'étape \| Classement de l'étape \| Classement de l'étape \| Classement de l'étape \| \| Coureur \| Coureur \| Pays \| Équipe \| Temps \| \| --------------------- \| --------------------- \| --------------------- \| ----------------------- \| --------------------- \| \| 1er \| André Greipel \| Allemagne \| Lotto-Belisol \| 3 h 47 min 36 s \| \| 2e \| Giacomo Nizzolo \| Italie \| RadioShack-Leopard \| + 0 s \| \| 3e \| Lars Boom \| Pays-Bas \| Belkin \| + 0 s \| \| 4e \| Alessandro Petacchi \| Italie \| Omega Pharma-Quick Step \| + 0 s \| \| 5e \| Alexander Porsev \| Russie \| Katusha \| + 0 s \| \| 6e \| Tyler Farrar \| États-Unis \| Garmin-Sharp \| + 0 s \| \| 7e \| Jens Keukeleire \| Belgique \| Orica-GreenEDGE \| + 0 s \| \| 8e \| Yauheni Hutarovich \| Biélorussie \| AG2R La Mondiale \| + 0 s \| \| 9e \| Elia Viviani \| Italie \| Cannondale \| + 0 s \| \| 10e \| Christopher Sutton \| Australie \| Team Sky \| + 0 s \| |                     |             |                         |                 |
| |                     |             |                         |                 |
| Source : ProCyclingStats |                     |             |                         |                 |
| Classement de l'étape |                     |             |                         |                 |
| Coureur | Coureur             | Pays        | Équipe                  | Temps           |
| 1er | André Greipel       | Allemagne   | Lotto-Belisol           | 3 h 47 min 36 s |
| 2e | Giacomo Nizzolo     | Italie      | RadioShack-Leopard      | + 0 s           |
| 3e | Lars Boom           | Pays-Bas    | Belkin                  | + 0 s           |
| 4e | Alessandro Petacchi | Italie      | Omega Pharma-Quick Step | + 0 s           |
| 5e | Alexander Porsev    | Russie      | Katusha                 | + 0 s           |
| 6e | Tyler Farrar        | États-Unis  | Garmin-Sharp            | + 0 s           |
| 7e | Jens Keukeleire     | Belgique    | Orica-GreenEDGE         | + 0 s           |
| 8e | Yauheni Hutarovich  | Biélorussie | AG2R La Mondiale        | + 0 s           |
| 9e | Elia Viviani        | Italie      | Cannondale              | + 0 s           |
| 10e | Christopher Sutton  | Australie   | Team Sky                | + 0 s           |

| \| Classement général \| Classement général \| Classement général \| Classement général \| Classement général \| \| Coureur \| Coureur \| Pays \| Équipe \| Temps \| \| ------------------ \| ------------------- \| ------------------ \| --------------------------- \| ------------------ \| \| 1er \| Lars Boom \| Pays-Bas \| Belkin \| 16 h 06 min 15 s \| \| 2e \| André Greipel \| Allemagne \| Lotto-Belisol \| + 1 s \| \| 3e \| Arnaud Démare \| France \| FDJ.fr \| + 3 s \| \| 4e \| Zdeněk Štybar \| Tchéquie \| Omega Pharma-Quick Step \| + 6 s \| \| 5e \| Philippe Gilbert \| Belgique \| BMC Racing Team \| + 7 s \| \| 6e \| Tyler Farrar \| États-Unis \| Garmin-Sharp \| + 9 s \| \| 7e \| Alessandro Petacchi \| Italie \| Omega Pharma-Quick Step \| + 13 s \| \| 8e \| Giacomo Nizzolo \| Italie \| RadioShack-Leopard \| + 15 s \| \| 9e \| Taylor Phinney \| États-Unis \| BMC Racing Team \| + 17 s \| \| 10e \| Pieter Jacobs \| Belgique \| Topsport Vlaanderen-Baloise \| + 10 s \| |                     |            |                             |                  |
| |                     |            |                             |                  |
| Source : ProCyclingStats |                     |            |                             |                  |
| Classement général |                     |            |                             |                  |
| Coureur | Coureur             | Pays       | Équipe                      | Temps            |
| 1er | Lars Boom           | Pays-Bas   | Belkin                      | 16 h 06 min 15 s |
| 2e | André Greipel       | Allemagne  | Lotto-Belisol               | + 1 s            |
| 3e | Arnaud Démare       | France     | FDJ.fr                      | + 3 s            |
| 4e | Zdeněk Štybar       | Tchéquie   | Omega Pharma-Quick Step     | + 6 s            |
| 5e | Philippe Gilbert    | Belgique   | BMC Racing Team             | + 7 s            |
| 6e | Tyler Farrar        | États-Unis | Garmin-Sharp                | + 9 s            |
| 7e | Alessandro Petacchi | Italie     | Omega Pharma-Quick Step     | + 13 s           |
| 8e | Giacomo Nizzolo     | Italie     | RadioShack-Leopard          | + 15 s           |
| 9e | Taylor Phinney      | États-Unis | BMC Racing Team             | + 17 s           |
| 10e | Pieter Jacobs       | Belgique   | Topsport Vlaanderen-Baloise | + 10 s           |

### 5eétape
| \| Classement de l'étape \| Classement de l'étape \| Classement de l'étape \| Classement de l'étape \| Classement de l'étape \| \| Coureur \| Coureur \| Pays \| Équipe \| Temps \| \| --------------------- \| --------------------- \| --------------------- \| ----------------------- \| --------------------- \| \| 1er \| Sylvain Chavanel \| France \| Omega Pharma-Quick Step \| 16 min 04 s \| \| 2e \| Tom Dumoulin \| Pays-Bas \| Argos-Shimano \| + 4 s \| \| 3e \| Jesse Sergent \| Nouvelle-Zélande \| RadioShack-Leopard \| + 4 s \| \| 4e \| Sebastian Langeveld \| Pays-Bas \| Orica-GreenEDGE \| + 6 s \| \| 5e \| Bradley Wiggins \| Royaume-Uni \| Team Sky \| + 9 s \| \| 6e \| Taylor Phinney \| États-Unis \| BMC Racing Team \| + 11 s \| \| 7e \| Vladimir Gusev \| Russie \| Katusha \| + 14 s \| \| 8e \| Lieuwe Westra \| Pays-Bas \| Vacansoleil-DCM \| + 17 s \| \| 9e \| Andriy Grivko \| Ukraine \| Astana \| + 18 s \| \| 10e \| Lars Boom \| Pays-Bas \| Belkin \| + 20 s \| |                     |                  |                         |             |
| |                     |                  |                         |             |
| Source : ProCyclingStats |                     |                  |                         |             |
| Classement de l'étape |                     |                  |                         |             |
| Coureur | Coureur             | Pays             | Équipe                  | Temps       |
| 1er | Sylvain Chavanel    | France           | Omega Pharma-Quick Step | 16 min 04 s |
| 2e | Tom Dumoulin        | Pays-Bas         | Argos-Shimano           | + 4 s       |
| 3e | Jesse Sergent       | Nouvelle-Zélande | RadioShack-Leopard      | + 4 s       |
| 4e | Sebastian Langeveld | Pays-Bas         | Orica-GreenEDGE         | + 6 s       |
| 5e | Bradley Wiggins     | Royaume-Uni      | Team Sky                | + 9 s       |
| 6e | Taylor Phinney      | États-Unis       | BMC Racing Team         | + 11 s      |
| 7e | Vladimir Gusev      | Russie           | Katusha                 | + 14 s      |
| 8e | Lieuwe Westra       | Pays-Bas         | Vacansoleil-DCM         | + 17 s      |
| 9e | Andriy Grivko       | Ukraine          | Astana                  | + 18 s      |
| 10e | Lars Boom           | Pays-Bas         | Belkin                  | + 20 s      |

| \| Classement général \| Classement général \| Classement général \| Classement général \| Classement général \| \| Coureur \| Coureur \| Pays \| Équipe \| Temps \| \| ------------------ \| ------------------- \| ------------------ \| ----------------------- \| ------------------ \| \| 1er \| Lars Boom \| Pays-Bas \| Belkin \| 16 h 22 min 39 s \| \| 2e \| Sylvain Chavanel \| France \| Omega Pharma-Quick Step \| + 4 s \| \| 3e \| Tom Dumoulin \| Pays-Bas \| Argos-Shimano \| + 8 s \| \| 4e \| Taylor Phinney \| États-Unis \| BMC Racing Team \| + 8 s \| \| 5e \| Sebastian Langeveld \| Pays-Bas \| Orica-GreenEDGE \| + 10 s \| \| 6e \| Philippe Gilbert \| Belgique \| BMC Racing Team \| + 18 s \| \| 7e \| Andriy Grivko \| Ukraine \| Astana \| + 23 s \| \| 8e \| Zdeněk Štybar \| Tchéquie \| Omega Pharma-Quick Step \| + 24 s \| \| 9e \| Vladimir Gusev \| Russie \| Katusha \| + 25 s \| \| 10e \| Ian Stannard \| Royaume-Uni \| Team Sky \| + 26 s \| |                     |             |                         |                  |
| |                     |             |                         |                  |
| Source : ProCyclingStats |                     |             |                         |                  |
| Classement général |                     |             |                         |                  |
| Coureur | Coureur             | Pays        | Équipe                  | Temps            |
| 1er | Lars Boom           | Pays-Bas    | Belkin                  | 16 h 22 min 39 s |
| 2e | Sylvain Chavanel    | France      | Omega Pharma-Quick Step | + 4 s            |
| 3e | Tom Dumoulin        | Pays-Bas    | Argos-Shimano           | + 8 s            |
| 4e | Taylor Phinney      | États-Unis  | BMC Racing Team         | + 8 s            |
| 5e | Sebastian Langeveld | Pays-Bas    | Orica-GreenEDGE         | + 10 s           |
| 6e | Philippe Gilbert    | Belgique    | BMC Racing Team         | + 18 s           |
| 7e | Andriy Grivko       | Ukraine     | Astana                  | + 23 s           |
| 8e | Zdeněk Štybar       | Tchéquie    | Omega Pharma-Quick Step | + 24 s           |
| 9e | Vladimir Gusev      | Russie      | Katusha                 | + 25 s           |
| 10e | Ian Stannard        | Royaume-Uni | Team Sky                | + 26 s           |

### 6eétape
| \| Classement de l'étape \| Classement de l'étape \| Classement de l'étape \| Classement de l'étape \| Classement de l'étape \| \| Coureur \| Coureur \| Pays \| Équipe \| Temps \| \| --------------------- \| --------------------- \| --------------------- \| ----------------------- \| --------------------- \| \| 1er \| David López García \| Espagne \| Team Sky \| 3 h 51 min 13 s \| \| 2e \| Zdeněk Štybar \| Tchéquie \| Omega Pharma-Quick Step \| + 2 s \| \| 3e \| Maciej Paterski \| Pologne \| Cannondale \| + 2 s \| \| 4e \| Tom Dumoulin \| Pays-Bas \| Argos-Shimano \| + 3 s \| \| 5e \| Jan Bakelants \| Belgique \| RadioShack-Leopard \| + 3 s \| \| 6e \| Ángel Madrazo \| Espagne \| Movistar Team \| + 3 s \| \| 7e \| Lieuwe Westra \| Pays-Bas \| Vacansoleil-DCM \| + 3 s \| \| 8e \| Daryl Impey \| Afrique du Sud \| Orica-GreenEDGE \| + 3 s \| \| 9e \| Nick Nuyens \| Belgique \| Garmin-Sharp \| + 12 s \| \| 10e \| Arnold Jeannesson \| France \| FDJ.fr \| + 12 s \| |                    |                |                         |                 |
| |                    |                |                         |                 |
| Source : ProCyclingStats |                    |                |                         |                 |
| Classement de l'étape |                    |                |                         |                 |
| Coureur | Coureur            | Pays           | Équipe                  | Temps           |
| 1er | David López García | Espagne        | Team Sky                | 3 h 51 min 13 s |
| 2e | Zdeněk Štybar      | Tchéquie       | Omega Pharma-Quick Step | + 2 s           |
| 3e | Maciej Paterski    | Pologne        | Cannondale              | + 2 s           |
| 4e | Tom Dumoulin       | Pays-Bas       | Argos-Shimano           | + 3 s           |
| 5e | Jan Bakelants      | Belgique       | RadioShack-Leopard      | + 3 s           |
| 6e | Ángel Madrazo      | Espagne        | Movistar Team           | + 3 s           |
| 7e | Lieuwe Westra      | Pays-Bas       | Vacansoleil-DCM         | + 3 s           |
| 8e | Daryl Impey        | Afrique du Sud | Orica-GreenEDGE         | + 3 s           |
| 9e | Nick Nuyens        | Belgique       | Garmin-Sharp            | + 12 s          |
| 10e | Arnold Jeannesson  | France         | FDJ.fr                  | + 12 s          |

| \| Classement général \| Classement général \| Classement général \| Classement général \| Classement général \| \| Coureur \| Coureur \| Pays \| Équipe \| Temps \| \| ------------------ \| ------------------ \| ------------------ \| ----------------------- \| ------------------ \| \| 1er \| Tom Dumoulin \| Pays-Bas \| Argos-Shimano \| 20 h 14 min 03 s \| \| 2e \| Zdeněk Štybar \| Tchéquie \| Omega Pharma-Quick Step \| + 9 s \| \| 3e \| Andriy Grivko \| Ukraine \| Astana \| + 24 s \| \| 4e \| Jan Bakelants \| Belgique \| RadioShack-Leopard \| + 29 s \| \| 5e \| Daryl Impey \| Afrique du Sud \| Orica-GreenEDGE \| + 29 s \| \| 6e \| Lieuwe Westra \| Pays-Bas \| Vacansoleil-DCM \| + 37 s \| \| 7e \| Sylvain Chavanel \| France \| Omega Pharma-Quick Step \| + 50 s \| \| 8e \| Wilco Kelderman \| Pays-Bas \| Belkin \| + 1 min 07 s \| \| 9e \| Pieter Weening \| Pays-Bas \| Orica-GreenEDGE \| + 1 min 16 s \| \| 10e \| Maxim Iglinskiy \| Kazakhstan \| Astana \| + 1 min 33 s \| |                  |                |                         |                  |
| |                  |                |                         |                  |
| Source : ProCyclingStats |                  |                |                         |                  |
| Classement général |                  |                |                         |                  |
| Coureur | Coureur          | Pays           | Équipe                  | Temps            |
| 1er | Tom Dumoulin     | Pays-Bas       | Argos-Shimano           | 20 h 14 min 03 s |
| 2e | Zdeněk Štybar    | Tchéquie       | Omega Pharma-Quick Step | + 9 s            |
| 3e | Andriy Grivko    | Ukraine        | Astana                  | + 24 s           |
| 4e | Jan Bakelants    | Belgique       | RadioShack-Leopard      | + 29 s           |
| 5e | Daryl Impey      | Afrique du Sud | Orica-GreenEDGE         | + 29 s           |
| 6e | Lieuwe Westra    | Pays-Bas       | Vacansoleil-DCM         | + 37 s           |
| 7e | Sylvain Chavanel | France         | Omega Pharma-Quick Step | + 50 s           |
| 8e | Wilco Kelderman  | Pays-Bas       | Belkin                  | + 1 min 07 s     |
| 9e | Pieter Weening   | Pays-Bas       | Orica-GreenEDGE         | + 1 min 16 s     |
| 10e | Maxim Iglinskiy  | Kazakhstan     | Astana                  | + 1 min 33 s     |

### 7eétape
| \| Classement de l'étape \| Classement de l'étape \| Classement de l'étape \| Classement de l'étape \| Classement de l'étape \| \| Coureur \| Coureur \| Pays \| Équipe \| Temps \| \| --------------------- \| --------------------- \| --------------------- \| --------------------------- \| --------------------- \| \| 1er \| Zdeněk Štybar \| Tchéquie \| Omega Pharma-Quick Step \| 5 h 00 min 03 s \| \| 2e \| Ian Stannard \| Royaume-Uni \| Team Sky \| + 4 s \| \| 3e \| Lars Boom \| Pays-Bas \| Belkin \| + 12 s \| \| 4e \| Manuel Quinziato \| Italie \| BMC Racing Team \| + 14 s \| \| 5e \| Pieter Weening \| Pays-Bas \| Orica-GreenEDGE \| + 17 s \| \| 6e \| Daryl Impey \| Afrique du Sud \| Orica-GreenEDGE \| + 25 s \| \| 7e \| Wilco Kelderman \| Pays-Bas \| Belkin \| + 25 s \| \| 8e \| Tom Dumoulin \| Pays-Bas \| Argos-Shimano \| + 25 s \| \| 9e \| Filippo Pozzato \| Italie \| Lampre-Merida \| + 25 s \| \| 10e \| Laurens De Vreese \| Belgique \| Topsport Vlaanderen-Baloise \| + 25 s \| |                   |                |                             |                 |
| |                   |                |                             |                 |
| Source : ProCyclingStats |                   |                |                             |                 |
| Classement de l'étape |                   |                |                             |                 |
| Coureur | Coureur           | Pays           | Équipe                      | Temps           |
| 1er | Zdeněk Štybar     | Tchéquie       | Omega Pharma-Quick Step     | 5 h 00 min 03 s |
| 2e | Ian Stannard      | Royaume-Uni    | Team Sky                    | + 4 s           |
| 3e | Lars Boom         | Pays-Bas       | Belkin                      | + 12 s          |
| 4e | Manuel Quinziato  | Italie         | BMC Racing Team             | + 14 s          |
| 5e | Pieter Weening    | Pays-Bas       | Orica-GreenEDGE             | + 17 s          |
| 6e | Daryl Impey       | Afrique du Sud | Orica-GreenEDGE             | + 25 s          |
| 7e | Wilco Kelderman   | Pays-Bas       | Belkin                      | + 25 s          |
| 8e | Tom Dumoulin      | Pays-Bas       | Argos-Shimano               | + 25 s          |
| 9e | Filippo Pozzato   | Italie         | Lampre-Merida               | + 25 s          |
| 10e | Laurens De Vreese | Belgique       | Topsport Vlaanderen-Baloise | + 25 s          |

## Classements finals

### Classement général
| \| Classement général \| Classement général \| Classement général \| Classement général \| Classement général \| \| Coureur \| Coureur \| Pays \| Équipe \| Temps \| \| ------------------ \| ------------------ \| ------------------ \| ----------------------- \| ------------------ \| \| 1er \| Zdeněk Štybar \| Tchéquie \| Omega Pharma-Quick Step \| 25 h 14 min 05 s \| \| 2e \| Tom Dumoulin \| Pays-Bas \| Argos-Shimano \| + 26 s \| \| 3e \| Andriy Grivko \| Ukraine \| Astana \| + 50 s \| \| 4e \| Jan Bakelants \| Belgique \| RadioShack-Leopard \| + 55 s \| \| 5e \| Daryl Impey \| Afrique du Sud \| Orica-GreenEDGE \| + 55 s \| \| 6e \| Sylvain Chavanel \| France \| Omega Pharma-Quick Step \| + 1 min 20 s \| \| 7e \| Wilco Kelderman \| Pays-Bas \| Belkin \| + 1 min 32 s \| \| 8e \| Pieter Weening \| Pays-Bas \| Orica-GreenEDGE \| + 1 min 34 s \| \| 9e \| Maxim Iglinskiy \| Kazakhstan \| Astana \| + 2 min 07 s \| \| 10e \| Maxime Monfort \| Belgique \| RadioShack-Leopard \| + 2 min 14 s \| |                  |                |                         |                  |
| |                  |                |                         |                  |
| Source : ProCyclingStats |                  |                |                         |                  |
| Classement général |                  |                |                         |                  |
| Coureur | Coureur          | Pays           | Équipe                  | Temps            |
| 1er | Zdeněk Štybar    | Tchéquie       | Omega Pharma-Quick Step | 25 h 14 min 05 s |
| 2e | Tom Dumoulin     | Pays-Bas       | Argos-Shimano           | + 26 s           |
| 3e | Andriy Grivko    | Ukraine        | Astana                  | + 50 s           |
| 4e | Jan Bakelants    | Belgique       | RadioShack-Leopard      | + 55 s           |
| 5e | Daryl Impey      | Afrique du Sud | Orica-GreenEDGE         | + 55 s           |
| 6e | Sylvain Chavanel | France         | Omega Pharma-Quick Step | + 1 min 20 s     |
| 7e | Wilco Kelderman  | Pays-Bas       | Belkin                  | + 1 min 32 s     |
| 8e | Pieter Weening   | Pays-Bas       | Orica-GreenEDGE         | + 1 min 34 s     |
| 9e | Maxim Iglinskiy  | Kazakhstan     | Astana                  | + 2 min 07 s     |
| 10e | Maxime Monfort   | Belgique       | RadioShack-Leopard      | + 2 min 14 s     |

### Classements annexes
| Classement par points | Classement par points | Classement par points | Classement par points       | Classement par points |
| Coureur               | Coureur               | Pays                  | Équipe                      | Points                |
| --------------------- | --------------------- | --------------------- | --------------------------- | --------------------- |
| 1er                   | Lars Boom             | Pays-Bas              | Belkin                      | 100 pts               |
| 2e                    | André Greipel         | Allemagne             | Lotto-Belisol               | 99 pts                |
| 3e                    | Zdeněk Štybar         | Tchéquie              | Omega Pharma-Quick Step     | 85 pts                |
| 4e                    | Giacomo Nizzolo       | Italie                | RadioShack-Leopard          | 66 pts                |
| 5e                    | Tom Dumoulin          | Pays-Bas              | Argos-Shimano               | 56 pts                |
| 6e                    | Ian Stannard          | Royaume-Uni           | Team Sky                    | 41 pts                |
| 7e                    | Laurens De Vreese     | Belgique              | Topsport Vlaanderen-Baloise | 41 pts                |
| 8e                    | Pieter Jacobs         | Belgique              | Topsport Vlaanderen-Baloise | 37 pts                |
| 9e                    | Tyler Farrar          | États-Unis            | Garmin-Sharp                | 37 pts                |
| 10e                   | Sylvain Chavanel      | France                | Omega Pharma-Quick Step     | 30 pts                |

| Classement par points | Classement par points | Classement par points | Classement par points       | Classement par points |
| Coureur               | Coureur               | Pays                  | Équipe                      | Points                |
| --------------------- | --------------------- | --------------------- | --------------------------- | --------------------- |
| 1er                   | Lars Boom             | Pays-Bas              | Belkin                      | 100 pts               |
| 2e                    | André Greipel         | Allemagne             | Lotto-Belisol               | 99 pts                |
| 3e                    | Zdeněk Štybar         | Tchéquie              | Omega Pharma-Quick Step     | 85 pts                |
| 4e                    | Giacomo Nizzolo       | Italie                | RadioShack-Leopard          | 66 pts                |
| 5e                    | Tom Dumoulin          | Pays-Bas              | Argos-Shimano               | 56 pts                |
| 6e                    | Ian Stannard          | Royaume-Uni           | Team Sky                    | 41 pts                |
| 7e                    | Laurens De Vreese     | Belgique              | Topsport Vlaanderen-Baloise | 41 pts                |
| 8e                    | Pieter Jacobs         | Belgique              | Topsport Vlaanderen-Baloise | 37 pts                |
| 9e                    | Tyler Farrar          | États-Unis            | Garmin-Sharp                | 37 pts                |
| 10e                   | Sylvain Chavanel      | France                | Omega Pharma-Quick Step     | 30 pts                |

| Classement de la combativité | Classement de la combativité | Classement de la combativité | Classement de la combativité | Classement de la combativité |
| Coureur                      | Coureur                      | Pays                         | Équipe                       | Points                       |
| ---------------------------- | ---------------------------- | ---------------------------- | ---------------------------- | ---------------------------- |
| 1er                          | Laurens De Vreese            | Belgique                     | Topsport Vlaanderen-Baloise  | 66 pts                       |
| 2e                           | Mathew Hayman                | Australie                    | Team Sky                     | 36 pts                       |
| 3e                           | Pieter Jacobs                | Belgique                     | Topsport Vlaanderen-Baloise  | 30 pts                       |
| 4e                           | Tim Declercq                 | Belgique                     | Topsport Vlaanderen-Baloise  | 28 pts                       |
| 5e                           | Pim Ligthart                 | Pays-Bas                     | Vacansoleil-DCM              | 25 pts                       |
| 6e                           | Benjamin Verraes             | Belgique                     | Accent Jobs-Wanty            | 22 pts                       |
| 7e                           | Gediminas Bagdonas           | Lituanie                     | AG2R La Mondiale             | 22 pts                       |
| 8e                           | Maciej Paterski              | Pologne                      | Cannondale                   | 20 pts                       |
| 9e                           | Guillaume Van Keirsbulck     | Belgique                     | Omega Pharma-Quick Step      | 19 pts                       |
| 10e                          | André Greipel                | Allemagne                    | Lotto-Belisol                | 19 pts                       |

| Classement de la combativité | Classement de la combativité | Classement de la combativité | Classement de la combativité | Classement de la combativité |
| Coureur                      | Coureur                      | Pays                         | Équipe                       | Points                       |
| ---------------------------- | ---------------------------- | ---------------------------- | ---------------------------- | ---------------------------- |
| 1er                          | Laurens De Vreese            | Belgique                     | Topsport Vlaanderen-Baloise  | 66 pts                       |
| 2e                           | Mathew Hayman                | Australie                    | Team Sky                     | 36 pts                       |
| 3e                           | Pieter Jacobs                | Belgique                     | Topsport Vlaanderen-Baloise  | 30 pts                       |
| 4e                           | Tim Declercq                 | Belgique                     | Topsport Vlaanderen-Baloise  | 28 pts                       |
| 5e                           | Pim Ligthart                 | Pays-Bas                     | Vacansoleil-DCM              | 25 pts                       |
| 6e                           | Benjamin Verraes             | Belgique                     | Accent Jobs-Wanty            | 22 pts                       |
| 7e                           | Gediminas Bagdonas           | Lituanie                     | AG2R La Mondiale             | 22 pts                       |
| 8e                           | Maciej Paterski              | Pologne                      | Cannondale                   | 20 pts                       |
| 9e                           | Guillaume Van Keirsbulck     | Belgique                     | Omega Pharma-Quick Step      | 19 pts                       |
| 10e                          | André Greipel                | Allemagne                    | Lotto-Belisol                | 19 pts                       |

| Classement par équipes | Classement par équipes  | Classement par équipes | Classement par équipes |
| Équipe                 | Équipe                  | Pays                   | Temps                  |
| ---------------------- | ----------------------- | ---------------------- | ---------------------- |
| 1re                    | RadioShack-Leopard      | Luxembourg             | 60 h 44 min 57 s       |
| 2e                     | Omega Pharma-Quick Step | Belgique               | + 4 s                  |
| 3e                     | Orica-GreenEDGE         | Australie              | + 20 s                 |
| 4e                     | Vacansoleil-DCM         | Pays-Bas               | + 3 min 29 s           |
| 5e                     | BMC Racing Team         | États-Unis             | + 11 min 49 s          |
| 6e                     | Belkin                  | Pays-Bas               | + 12 min 57 s          |
| 7e                     | Astana                  | Kazakhstan             | + 15 min 36 s          |
| 8e                     | Katusha                 | Russie                 | + 16 min 47 s          |
| 9e                     | FDJ.fr                  | France                 | + 17 min 05 s          |
| 10e                    | Sky                     | Royaume-Uni            | + 18 min 00 s          |

| Classement par équipes | Classement par équipes  | Classement par équipes | Classement par équipes |
| Équipe                 | Équipe                  | Pays                   | Temps                  |
| ---------------------- | ----------------------- | ---------------------- | ---------------------- |
| 1re                    | RadioShack-Leopard      | Luxembourg             | 60 h 44 min 57 s       |
| 2e                     | Omega Pharma-Quick Step | Belgique               | + 4 s                  |
| 3e                     | Orica-GreenEDGE         | Australie              | + 20 s                 |
| 4e                     | Vacansoleil-DCM         | Pays-Bas               | + 3 min 29 s           |
| 5e                     | BMC Racing Team         | États-Unis             | + 11 min 49 s          |
| 6e                     | Belkin                  | Pays-Bas               | + 12 min 57 s          |
| 7e                     | Astana                  | Kazakhstan             | + 15 min 36 s          |
| 8e                     | Katusha                 | Russie                 | + 16 min 47 s          |
| 9e                     | FDJ.fr                  | France                 | + 17 min 05 s          |
| 10e                    | Sky                     | Royaume-Uni            | + 18 min 00 s          |

### UCI World Tour
Cet Eneco Tour attribue des points pour l'UCI World Tour 2012, seulement aux coureurs des équipes ayant un label ProTeam.
| Position           | 1er | 2e | 3e | 4e | 5e | 6e | 7e | 8e | 9e | 10e |
| Classement général | 100 | 80 | 70 | 60 | 50 | 40 | 30 | 20 | 10 | 4   |
| Par étape          | 6   | 4  | 2  | 1  | 1  |    |    |    |    |     |

| #  | Coureur              | Équipe                  | Points |
| -- | -------------------- | ----------------------- | ------ |
| 1  | Lars Boom            | Rabobank                | 106    |
| 2  | Sylvain Chavanel     | Omega Pharma-Quick Step | 80     |
| 3  | Niki Terpstra        | Omega Pharma-Quick Step | 70     |
| 4  | Alberto Contador     | Saxo Bank-Tinkoff Bank  | 60     |
| 5  | Luke Durbridge       | Orica-GreenEDGE         | 50     |
| 6  | Jonathan Castroviejo | Movistar                | 40     |
| 7  | Svein Tuft           | Orica-GreenEDGE         | 36     |
| 8  | Michał Kwiatkowski   | Omega Pharma-Quick Step | 21     |
| 9  | Sebastian Langeveld  | Orica-GreenEDGE         | 10     |
| 10 | Giacomo Nizzolo      | RadioShack-Nissan       | 8      |
| 10 | Jürgen Roelandts     | Lotto-Belisol           | 8      |

| Suite du classement (12-26) | Suite du classement (12-26) | Suite du classement (12-26) | Suite du classement (12-26) |
| --------------------------- | --------------------------- | --------------------------- | --------------------------- |
| 12                          | Alessandro Ballan           | BMC Racing                  | 6                           |
| 12                          | Theo Bos                    | Rabobank                    | 6                           |
| 12                          | Taylor Phinney              | BMC Racing                  | 6                           |
| 15                          | Arnaud Démare               | FDJ-BigMat                  | 5                           |
| 15                          | Jan Bakelants               | RadioShack-Nissan           | 4                           |
| 17                          | Manuel Belletti             | AG2R La Mondiale            | 3                           |
| 17                          | Heinrich Haussler           | Garmin-Sharp                | 3                           |
| 19                          | Tom Boonen                  | Omega Pharma-Quick Step     | 2                           |
| 19                          | Francisco Ventoso           | Movistar                    | 2                           |
| 21                          | Adam Blythe                 | BMC Racing                  | 1                           |
| 21                          | Alexander Kristoff          | Katusha                     | 1                           |
| 21                          | Adriano Malori              | Lampre-ISD                  | 1                           |
| 21                          | Marco Marcato               | Vacansoleil-DCM             | 1                           |
| 21                          | Nick Nuyens                 | Saxo Bank-Tinkoff Bank      | 1                           |
| 21                          | Lieuwe Westra               | Vacansoleil-DCM             | 1                           |

## Évolution des classements
| Étape              | Vainqueur          | Classement général | Classement par points | Classement de la combativité | Classement par équipes  |
| ------------------ | ------------------ | ------------------ | --------------------- | ---------------------------- | ----------------------- |
| 1                  | Mark Renshaw       | Mark Renshaw       | Mark Renshaw          | Laurens De Vreese            | Belkin                  |
| 2                  | Arnaud Démare      | Arnaud Démare      | Taylor Phinney        | Laurens De Vreese            | FDJ.fr                  |
| 3                  | Zdeněk Štybar      | Arnaud Démare      | André Greipel         | Laurens De Vreese            | FDJ.fr                  |
| 4                  | André Greipel      | Lars Boom          | André Greipel         | Laurens De Vreese            | Omega Pharma-Quick Step |
| 5                  | Sylvain Chavanel   | Lars Boom          | André Greipel         | Laurens De Vreese            | Omega Pharma-Quick Step |
| 6                  | David López García | Tom Dumoulin       | André Greipel         | Laurens De Vreese            | RadioShack-Leopard      |
| 7                  | Zdeněk Štybar      | Zdeněk Štybar      | Lars Boom             | Laurens De Vreese            | Omega Pharma-Quick Step |
| Classements finals | Classements finals | Zdeněk Štybar      | Lars Boom             | Laurens De Vreese            | Omega Pharma-Quick Step |

## Liste des participants
| Légende | Légende                                                                                                  | Légende | Légende                                                                                         |
| ------- | --- | ------- | ----------------------------------------------------------------------------------------------- |
| Num     | Dossard de départ porté par le coureur sur cet Eneco Tour                                                | Pos     | Position finale au classement général                                                           |
|         | Indique le vainqueur du classement général                                                               |         | Indique le vainqueur du classement par points                                                   |
|         | Indique le vainqueur du classement de la combativité                                                     |         |                                                                                                 |
| NP      | Indique un coureur qui n'a pas pris le départ d'une étape, suivi du numéro de l'étape où il s'est retiré | AB      | Indique un coureur qui n'a pas terminé une étape, suivi du numéro de l'étape où il s'est retiré |
| HD      | Indique un coureur qui a terminé une étape hors des délais, suivi du numéro de l'étape                   | EX      | Coureur exclu pour non-respect du règlement                                                     |

| Belkin BEL | Belkin BEL               | Belkin BEL |
| ---------- | ------------------------ | ---------- |
| Num        | Coureur                  | Pos        |
| 1          | Lars Boom (NED)          |            |
| 2          | Theo Bos (NED)           |            |
| 3          | Graeme Brown (AUS)       |            |
| 4          | Wilco Kelderman (NED)    |            |
| 5          | Mark Renshaw (AUS)       |            |
| 6          | Bram Tankink (NED)       |            |
| 7          | Maarten Tjallingii (NED) |            |
| 8          | Jos van Emden (NED)      |            |

| BMC Racing BMC | BMC Racing BMC         | BMC Racing BMC |
| -------------- | ---------------------- | -------------- |
| Num            | Coureur                | Pos            |
| 11             | Philippe Gilbert (BEL) |                |
| 12             | Marcus Burghardt (GER) |                |
| 13             | Klaas Lodewyck (BEL)   |                |
| 14             | Daniel Oss (ITA)       |                |
| 15             | Taylor Phinney (USA)   |                |
| 16             | Manuel Quinziato (ITA) |                |
| 17             | Danilo Wyss (SUI)      |                |
| 18             | Amaël Moinard (FRA)    |                |

| Omega Pharma-Quick Step OPQ | Omega Pharma-Quick Step OPQ    | Omega Pharma-Quick Step OPQ |
| --------------------------- | ------------------------------ | --------------------------- |
| Num                         | Coureur                        | Pos                         |
| 21                          | Gert Steegmans (BEL)           |                             |
| 22                          | Sylvain Chavanel (FRA)         |                             |
| 23                          | Kevin De Weert (BEL)           |                             |
| 24                          | Stijn Vandenbergh (BEL)        |                             |
| 25                          | Alessandro Petacchi (ITA)      |                             |
| 26                          | Zdeněk Štybar (CZE)            |                             |
| 27                          | Niki Terpstra (NED)            |                             |
| 28                          | Guillaume Van Keirsbulck (BEL) |                             |

| Saxo-Tinkoff TST | Saxo-Tinkoff TST           | Saxo-Tinkoff TST |
| ---------------- | -------------------------- | ---------------- |
| Num              | Coureur                    | Pos              |
| 31               | Daniele Bennati (ITA)      |                  |
| 32               | Manuele Boaro (ITA)        |                  |
| 33               | Matti Breschel (DEN)       |                  |
| 34               | Jonathan Cantwell (AUS)    |                  |
| 35               | Karsten Kroon (NED)        |                  |
| 36               | Marko Kump (SLO)           |                  |
| 37               | Takashi Miyazawa (JPN)     |                  |
| 38               | Jonas Aaen Jørgensen (DEN) |                  |

| Sky SKY | Sky SKY                  | Sky SKY |
| ------- | ------------------------ | ------- |
| Num     | Coureur                  | Pos     |
| 41      | Bradley Wiggins (GBR)    |         |
| 42      | Bernhard Eisel (AUT)     |         |
| 43      | Mathew Hayman (AUS)      |         |
| 44      | Gabriel Rasch (NOR)      |         |
| 45      | Ian Stannard (GBR)       |         |
| 46      | Christopher Sutton (AUS) |         |
| 47      | Ben Swift (GBR)          |         |
| 48      | David López García (ESP) |         |

| Vacansoleil-DCM VCD | Vacansoleil-DCM VCD      | Vacansoleil-DCM VCD |
| ------------------- | ------------------------ | ------------------- |
| Num                 | Coureur                  | Pos                 |
| 51                  | Pim Ligthart (NED)       |                     |
| 52                  | Mirko Selvaggi (ITA)     |                     |
| 53                  | Johnny Hoogerland (NED)  |                     |
| 54                  | Björn Leukemans (BEL)    |                     |
| 55                  | Boy van Poppel (NED)     |                     |
| 56                  | Frederik Veuchelen (BEL) |                     |
| 57                  | Danny van Poppel (NED)   |                     |
| 58                  | Lieuwe Westra (NED)      |                     |

| Lotto-Belisol LTB | Lotto-Belisol LTB         | Lotto-Belisol LTB |
| ----------------- | ------------------------- | ----------------- |
| Num               | Coureur                   | Pos               |
| 61                | André Greipel (GER)       |                   |
| 62                | Jens Debusschere (BEL)    |                   |
| 63                | Gert Dockx (BEL)          |                   |
| 64                | Jürgen Roelandts (BEL)    |                   |
| 65                | Tim Wellens (BEL)         |                   |
| 66                | Frederik Willems (BEL)    |                   |
| 67                | Sander Cordeel (BEL)      |                   |
| 68                | Jonas Van Genechten (BEL) |                   |

| RadioShack-Leopard RLT | RadioShack-Leopard RLT | RadioShack-Leopard RLT |
| ---------------------- | ---------------------- | ---------------------- |
| Num                    | Coureur                | Pos                    |
| 71                     | Stijn Devolder (BEL)   |                        |
| 72                     | Danilo Hondo (GER)     |                        |
| 73                     | Bob Jungels (LUX)      |                        |
| 74                     | Maxime Monfort (BEL)   |                        |
| 75                     | Giacomo Nizzolo (ITA)  |                        |
| 76                     | Grégory Rast (SUI)     |                        |
| 77                     | Jesse Sergent (NZL)    |                        |
| 78                     | Jan Bakelants (BEL)    |                        |

| Astana AST | Astana AST             | Astana AST |
| ---------- | ---------------------- | ---------- |
| Num        | Coureur                | Pos        |
| 81         | Maxim Iglinskiy (KAZ)  |            |
| 82         | Assan Bazayev (KAZ)    |            |
| 83         | Dmitriy Gruzdev (KAZ)  |            |
| 84         | Jacopo Guarnieri (ITA) |            |
| 85         | Evan Huffman (USA)     |            |
| 86         | Borut Božič (SLO)      |            |
| 87         | Ruslan Tleubayev (KAZ) |            |
| 88         | Andriy Grivko (UKR)    |            |

| Katusha KAT | Katusha KAT                  | Katusha KAT |
| ----------- | ---------------------------- | ----------- |
| Num         | Coureur                      | Pos         |
| 91          | Simon Špilak (SLO)           |             |
| 92          | Vladimir Gusev (RUS)         |             |
| 93          | Vladimir Isaychev (RUS)      |             |
| 94          | Viatcheslav Kouznetsov (RUS) |             |
| 95          | Alexander Porsev (RUS)       |             |
| 96          | Gatis Smukulis (LAT)         |             |
| 97          | Alexey Tsatevitch (RUS)      |             |
| 98          | Aliaksandr Kuschynski (BLR)  |             |

| Garmin-Sharp GRS | Garmin-Sharp GRS           | Garmin-Sharp GRS |
| ---------------- | -------------------------- | ---------------- |
| Num              | Coureur                    | Pos              |
| 101              | Tyler Farrar (USA)         |                  |
| 102              | Koldo Fernández (ESP)      |                  |
| 103              | Robert Hunter (RSA)        |                  |
| 104              | Raymond Kreder (NED)       |                  |
| 105              | Ramūnas Navardauskas (LTU) |                  |
| 106              | Nick Nuyens (BEL)          |                  |
| 107              | Alex Rasmussen (DEN)       |                  |
| 108              | Johan Vansummeren (BEL)    |                  |

| Argos-Shimano ARG | Argos-Shimano ARG       | Argos-Shimano ARG |
| ----------------- | ----------------------- | ----------------- |
| Num               | Coureur                 | Pos               |
| 111               | Marcel Kittel (GER)     |                   |
| 112               | Roy Curvers (NED)       |                   |
| 113               | Koen de Kort (NED)      |                   |
| 114               | John Degenkolb (GER)    |                   |
| 115               | Tom Dumoulin (NED)      |                   |
| 116               | François Parisien (CAN) |                   |
| 117               | Albert Timmer (NED)     |                   |
| 118               | Tom Veelers (NED)       |                   |

| Lampre-Merida LAM | Lampre-Merida LAM         | Lampre-Merida LAM |
| ----------------- | ------------------------- | ----------------- |
| Num               | Coureur                   | Pos               |
| 121               | Filippo Pozzato (ITA)     |                   |
| 122               | Winner Anacona (COL)      |                   |
| 123               | Matteo Bono (ITA)         |                   |
| 124               | Daniele Pietropolli (ITA) |                   |
| 125               | Maximiliano Richeze (ARG) |                   |
| 126               | Davide Viganò (ITA)       |                   |
| 127               | Luca Wackermann (ITA)     |                   |
| 128               | Luca Dodi (ITA)           |                   |

| Orica-GreenEDGE OGE | Orica-GreenEDGE OGE       | Orica-GreenEDGE OGE |
| ------------------- | ------------------------- | ------------------- |
| Num                 | Coureur                   | Pos                 |
| 131                 | Svein Tuft (CAN)          |                     |
| 132                 | Luke Durbridge (AUS)      |                     |
| 133                 | Daryl Impey (RSA)         |                     |
| 134                 | Aidis Kruopis (LTU)       |                     |
| 135                 | Sebastian Langeveld (NED) |                     |
| 136                 | Jens Mouris (NED)         |                     |
| 137                 | Pieter Weening (NED)      |                     |
| 138                 | Jens Keukeleire (BEL)     |                     |

| Cannondale CAN | Cannondale CAN             | Cannondale CAN |
| -------------- | -------------------------- | -------------- |
| Num            | Coureur                    | Pos            |
| 141            | Moreno Moser (ITA)         |                |
| 142            | Guillaume Boivin (CAN)     |                |
| 143            | Tiziano Dall'Antonia (ITA) |                |
| 144            | Alan Marangoni (ITA)       |                |
| 145            | Maciej Paterski (POL)      |                |
| 146            | Brian Vandborg (DEN)       |                |
| 147            | Elia Viviani (ITA)         |                |
| 148            | Maciej Bodnar (POL)        |                |

| Movistar MOV | Movistar MOV             | Movistar MOV |
| ------------ | ------------------------ | ------------ |
| Num          | Coureur                  | Pos          |
| 151          | José Joaquín Rojas (ESP) |              |
| 152          | Juan José Cobo (ESP)     |              |
| 153          | Alex Dowsett (GBR)       |              |
| 154          | Pablo Lastras (ESP)      |              |
| 155          | Ángel Madrazo (ESP)      |              |
| 156          | Enrique Sanz (ESP)       |              |
| 157          | Eloy Teruel (ESP)        |              |
| 158          | Francisco Ventoso (ESP)  |              |

| AG2R La Mondiale ALM | AG2R La Mondiale ALM     | AG2R La Mondiale ALM |
| -------------------- | ------------------------ | -------------------- |
| Num                  | Coureur                  | Pos                  |
| 161                  | Yauheni Hutarovich (BLR) |                      |
| 162                  | Davide Appollonio (ITA)  |                      |
| 163                  | Gediminas Bagdonas (LTU) |                      |
| 164                  | Manuel Belletti (ITA)    |                      |
| 165                  | Axel Domont (FRA)        |                      |
| 166                  | Hugo Houle (CAN)         |                      |
| 167                  | Julian Kern (GER)        |                      |
| 168                  | Sébastien Minard (FRA)   |                      |

| Euskaltel Euskadi EUS | Euskaltel Euskadi EUS    | Euskaltel Euskadi EUS |
| --------------------- | ------------------------ | --------------------- |
| Num                   | Coureur                  | Pos                   |
| 171                   | Rubén Pérez Moreno (ESP) |                       |
| 172                   | Garikoitz Bravo (ESP)    |                       |
| 173                   | Jure Kocjan (SLO)        |                       |
| 174                   | Juan José Lobato (ESP)   |                       |
| 175                   | Miguel Mínguez (ESP)     |                       |
| 176                   | Jon Aberasturi (ESP)     |                       |
| 177                   | Romain Sicard (FRA)      |                       |
| 178                   | Ioánnis Tamourídis (GRE) |                       |

| FDJ.fr FDJ | FDJ.fr FDJ               | FDJ.fr FDJ |
| ---------- | ------------------------ | ---------- |
| Num        | Coureur                  | Pos        |
| 181        | Arnaud Démare (FRA)      |            |
| 182        | Matthieu Ladagnous (FRA) |            |
| 183        | David Boucher (FRA)      |            |
| 184        | Mickaël Delage (FRA)     |            |
| 185        | Murilo Fischer (BRA)     |            |
| 186        | Yoann Offredo (FRA)      |            |
| 187        | Dominique Rollin (CAN)   |            |
| 188        | Arnold Jeannesson (FRA)  |            |

| Topsport Vlaanderen-Baloise TSV | Topsport Vlaanderen-Baloise TSV | Topsport Vlaanderen-Baloise TSV |
| ------------------------------- | ------------------------------- | ------------------------------- |
| Num                             | Coureur                         | Pos                             |
| 191                             | Laurens De Vreese (BEL)         |                                 |
| 192                             | Tim Declercq (BEL)              |                                 |
| 193                             | Pieter Jacobs (BEL)             |                                 |
| 194                             | Gijs van Hoecke (BEL)           |                                 |
| 195                             | Michael van Staeyen (BEL)       |                                 |
| 196                             | Sven Vandousselaere (BEL)       |                                 |
| 197                             | Pieter Vanspeybrouck (BEL)      |                                 |
| 198                             | Jelle Wallays (BEL)             |                                 |

| Accent Jobs-Wanty AJW | Accent Jobs-Wanty AJW     | Accent Jobs-Wanty AJW |
| --------------------- | ------------------------- | --------------------- |
| Num                   | Coureur                   | Pos                   |
| 201                   | Danilo Napolitano (ITA)   |                       |
| 202                   | Jempy Drucker (LUX)       |                       |
| 203                   | Stefan van Dijk (NED)     |                       |
| 204                   | Jurgen Van Goolen (BEL)   |                       |
| 205                   | Grégory Habeaux (BEL)     |                       |
| 206                   | James Vanlandschoot (BEL) |                       |
| 207                   | Benjamin Verraes (BEL)    |                       |
| 208                   | Staf Scheirlinckx (BEL)   |                       |